# San José del Carmen, Silao de la Victoria
San José del Carmen är en ort i Mexiko.   Den ligger i kommunen Silao de la Victoria och delstaten Guanajuato, i den centrala delen av landet, 290 km nordväst om huvudstaden Mexico City. San José del Carmen ligger 1 782 meter över havet och antalet invånare är 179.
Terrängen runt San José del Carmen är platt åt sydväst, men åt nordost är den kuperad. Runt San José del Carmen är det ganska tätbefolkat, med 207 invånare per kvadratkilometer. Närmaste större samhälle är Guanajuato, 17,4 km nordost om San José del Carmen. Trakten runt San José del Carmen består till största delen av jordbruksmark.